# Campeonato Mundial de Halterofilia de 2015
El LXXXII Campeonato Mundial de Halterofilia se celebró en Houston (Estados Unidos) entre el 21 y el 29 de noviembre de 2015 bajo la organización de la Federación Internacional de Halterofilia (IWF) y la Federación Estadounidense de Halterofilia.
Las competiciones se realizaron en el Centro de Convenciones George R. Brown de la ciudad tejana.

## Medallistas

### Masculino
| Evento          | Oro                                               | Plata                                                    | Bronce                                               |
| --------------- | ------------------------------------------------- | -------------------------------------------------------- | ---------------------------------------------------- |
| 56 kg (21.11)   | Om Yun-Chol Corea del Norte 131 + 171 = 302 RM    | Wu Jingbiao China 139 + 163 = 302                        | Thạch Kim Tuấn Vietnam 130 + 157 = 287               |
| 62 kg (22.11)   | Chen Lijun China 150 + 183 = 333 RM               | Francisco Mosquera Valencia · Colombia · 140 + 175 = 315 | Óscar Figueroa Mosquera · Colombia · 140 + 175 = 315 |
| 69 kg (23.11)   | Shi Zhiyong China 158 + 190 = 348                 | Oleg Chen · Rusia · 160 + 184 = 344                      | Daniyar Ismayilov Turquía 160 + 183 = 343            |
| 77 kg (24.11)   | Nicat Rəhimov · Kazajistán · 165 + 207 = 372      | Mohamed Ihab Mahmud · Egipto · 162 + 201 = 363           | Andranik Karapetian Armenia 167 + 196 = 363          |
| 85 kg (25.11)   | Artiom Okulov · Rusia · 176 + 215 = 391           | Kianush Rostami Irán 173 + 214 = 387                     | Apti Aujadov · Rusia · 168 + 212 = 380               |
| 94 kg (26.11)   | Vadzim Straltsou · Bielorrusia · 175 + 230 = 405  | Adrian Zieliński · Polonia · 117 + 214 = 391             | Dmytro Chumak · Ucrania · 175 + 211 = 386            |
| 105 kg (27.11)  | Alexandr Zaichikov · Kazajistán · 191 + 230 = 421 | David Bedzhanian · Rusia · 180 + 231 = 411               | Artūrs Plēsnieks Letonia 179 + 226 = 405             |
| +105 kg (28.11) | Lasha Talajadze Georgia 207 + 247 = 454           | Mart Seim Estonia 190 + 248 = 438                        | Gor Minasian Armenia 203 + 234 = 437                 |

1. 1 2 3  Arrancada (kg) + dos tiempos (kg) = total olímpico (kg).
2. ↑  Descalificación por dopaje de los medallistas de plata y bronce, el norcoreano Kim Un-Guk y el azerbaiyano Valentin Xristov.[3]
3. ↑  Descalificación por dopaje del medallista de plata, el norcoreano Kim Kwang-Song.[4]
4. ↑  Descalificación por dopaje de los medallistas de plata y bronce, los kazajos Almas Uteshov y Zhasulan Kydyrbayev.[5]
5. ↑  Descalificación por dopaje del medallista de oro, el ruso Alexei Lovchev.[6]

### Femenino
| Evento         | Oro                                         | Plata                                             | Bronce                                             |
| -------------- | ------------------------------------------- | ------------------------------------------------- | -------------------------------------------------- |
| 48 kg (21.11)  | Jiang Huihua China 88 + 110 = 198           | Vương Thị Huyền Vietnam 85 + 109 = 194            | Hiromi Miyake Japón 85 + 108 = 193                 |
| 53 kg (22.11)  | Hsu Shu-Ching China Taipéi 96 + 125 = 221   | Chen Xiaoting China 101 + 120 = 221               | Hidilyn Díaz Filipinas 96 + 117 = 213              |
| 58 kg (23.11)  | Boyanka Kostova Azerbaiyán 112 + 140 = 252  | Deng Mengrong China 108 + 137 = 245               | Kuo Hsing-Chun China Taipéi 104 + 133 = 237        |
| 63 kg (25.11)  | Deng Wei China 113 + 146 = 259              | Tima Turiyeva · Rusia · 112 + 136 = 248           | Choe Hyo-Sim Corea del Norte 104 + 139 = 243       |
| 69 kg (26.11)  | Xiang Yanmei China 120 + 143 = 263          | Zhazira Zhapparkul · Kazajistán · 116 + 140 = 256 | Anastasiya Romanova · Rusia · 116 + 137 = 253      |
| 75 kg (27.11)  | Kang Yue China 127 + 155 = 282              | Rim Jong-Sim Corea del Norte 125 + 155 = 280      | Svetlana Podobedova · Kazajistán · 121 + 155 = 276 |
| +75 kg (28.11) | Tatiana Kashirina · Rusia · 148 + 185 = 333 | Meng Suping China 145 + 180 = 325                 | Kim Kuk-Hyang Corea del Norte 130 + 168 = 298      |

1. 1 2 3  Arrancada (kg) + dos tiempos (kg) = total olímpico (kg).
2. ↑  Descalificación por dopaje de la medallista de bronce, la rusa Olga Zubova.[7]

## Medallero
| Núm. | País            | Oro | Plata | Bronce | Total |
| ---- | --------------- | --- | ----- | ------ | ----- |
| 1    | China           | 6   | 4     | 0      | 10    |
| 2    | Rusia           | 2   | 3     | 2      | 7     |
| 3    | Kazajistán      | 2   | 1     | 1      | 4     |
| 4    | Corea del Norte | 1   | 1     | 2      | 4     |
| 5    | China Taipéi    | 1   | 0     | 1      | 2     |
| 6    | Azerbaiyán      | 1   | 0     | 0      | 1     |
| 6    | Bielorrusia     | 1   | 0     | 0      | 1     |
| 6    | Georgia         | 1   | 0     | 0      | 1     |
| 9    | Colombia        | 0   | 1     | 1      | 2     |
| 9    | Vietnam         | 0   | 1     | 1      | 2     |
| 11   | Egipto          | 0   | 1     | 0      | 1     |
| 11   | Estonia         | 0   | 1     | 0      | 1     |
| 11   | Irán            | 0   | 1     | 0      | 1     |
| 11   | Polonia         | 0   | 1     | 0      | 1     |
| 15   | Armenia         | 0   | 0     | 2      | 2     |
| 16   | Filipinas       | 0   | 0     | 1      | 1     |
| 16   | Japón           | 0   | 0     | 1      | 1     |
| 16   | Letonia         | 0   | 0     | 1      | 1     |
| 16   | Turquía         | 0   | 0     | 1      | 1     |
| 16   | Ucrania         | 0   | 0     | 1      | 1     |
|      | TOTAL           | 15  | 15    | 15     | 45    |